# Prix Bayeux-Calvados des correspondants de guerre - Trophée photo
Le Trophée photo du prix Bayeux-Calvados des correspondants de guerre est l'un des dix prix décernés depuis 1994 par la ville de Bayeux, associée au conseil départemental du Calvados.

## Historique
Ce prix, créé en 1994 par la ville de Bayeux, première ville libérée de France, dans le cadre du cinquantième anniversaire du débarquement en Normandie, récompense chaque année un photo-journaliste pour un reportage photographique réalisé à l'occasion d'un conflit lié à l'actualité internationale.
Le prix, décerné par un jury international, est ouvert aux photographes du monde entier, qui doivent déposer un dossier de candidature constitué d'un seul reportage comportant 8 à 15 photos. Il est doté d'une somme de 7 000 € attribuée au lauréat par la firme japonaise de matériel photographique Nikon.
La 28e édition (2021) est placée sous la présidence du photojournaliste iranien  Manoocher Deghati.

## Lauréats du trophée photo
- 1994 : André Soloviev (Associated Press)
- 1995 : Laurent Van der Stockt (Agence Gamma)
- 1996 : James Nachtwey (Agence Magnum pour Time Magazine)
- 1997 : Santiago Lyon (Associated Press)
- 1998 : Achmad Ibrahim (Associated Press)
- 1999 : James Nachtwey (Agence Magnum pour Time Magazine)
- 2000 : Éric Bouvet
- 2001 : Enric Marti (Associated Press)
- 2002 : Luc Delahaye (Agence Magnum)
- 2003 : Georges Gobet (Agence France-Presse)
- 2004 : Karim Sahib (Agence France-Presse)
- 2005 : Jim MacMillan (Associated Press)
- 2006 : Jaafar Ashtiyeh (Agence France-Presse)
- 2007 : Mahmud Hams (Agence France-Presse)
- 2008 : Balazs Gardi (Agence VII / Network)
- 2009 : Walter Astrada (Agence France-Presse)
- 2010 : Véronique de Viguerie (Getty Images pour Paris Match)
- 2011 : Yuri Kozyrev[2] (Agence Noor)
- 2013 : Fabio Bucciarelli (Agence France-Presse)
- 2014 : Mohammed al-Shaikh (Agence France-Presse)
- 2015 : Heidi Levine (Sipa Press)
- 2016 : Yannis Behrakis (Agence Reuters)
- 2017 : Ali Arkady (VII Photo Agency)[3]
- 2018 : Mahmud Hams
- 2019 : Patrick Chauvel, pour Paris Match[4]
- 2020 : Lorenzo Tugnoli, pour Agence Contrasto[5]
- 2021 : Un photographe anonyme birman pour « La révolution du printemps », pour The New York Times[1],[6]
- 2022 : Evgeniy Maloletka (Associated Press)